# Capo Calavà
 (janvier 2021).
La mise en forme du texte ne suit pas les recommandations de Wikipédia : il faut le « wikifier ».
Les points d'amélioration suivants sont les cas les plus fréquents. Le détail des points à revoir est peut-être précisé sur la page de discussion.
- Les titres sont pré-formatés par le logiciel. Ils ne sont ni en capitales, ni en gras.
- Le texte ne doit pas être écrit en capitales (les noms de famille non plus), ni en gras, ni en italique, ni en « petit »…
- Le gras n'est utilisé que pour surligner le titre de l'article dans l'introduction, une seule fois.
- L'italique est rarement utilisé : mots en langue étrangère, titres d'œuvres, noms de bateaux, etc.
- Les citations ne sont pas en italique mais en corps de texte normal. Elles sont entourées par des guillemets français : « et ».
- Les listes à puces sont à éviter, des paragraphes rédigés étant largement préférés. Les tableaux sont à réserver à la présentation de données structurées (résultats, etc.).
- Les appels de note de bas de page (petits chiffres en exposant, introduits par l'outil «  Source ») sont à placer entre la fin de phrase et le point final[comme ça].
- Les liens internes (vers d'autres articles de Wikipédia) sont à choisir avec parcimonie. Créez des liens vers des articles approfondissant le sujet. Les termes génériques sans rapport avec le sujet sont à éviter, ainsi que les répétitions de liens vers un même terme.
- Les liens externes sont à placer uniquement dans une section « Liens externes », à la fin de l'article. Ces liens sont à choisir avec parcimonie suivant les règles définies. Si un lien sert de source à l'article, son insertion dans le texte est à faire par les notes de bas de page.
- La présentation des références doit suivre les conventions bibliographiques. Il est recommandé d'utiliser les modèles {{Ouvrage}}, {{Chapitre}}, {{Article}}, {{Lien web}} et/ou {{Bibliographie}}. Le mode d'édition visuel peut mettre en forme automatiquement les références.
- Insérer une infobox (cadre d'informations à droite) n'est pas obligatoire pour parachever la mise en page.

Pour une aide détaillée, merci de consulter Aide:Wikification.
Si vous pensez que ces points ont été résolus, vous pouvez retirer ce bandeau et améliorer la mise en forme d'un autre article.
Le capo Calavà est un promontoire de la côte nord de la Sicile, situé dans la province de Messine dans la municipalité de Gioiosa Marea. C'est le point de la côte sicilienne le plus proche des îles Éoliennes.
Inclus à l’intérieur d'un site d'importance communautaire (SIC), il est identifié par le code ITA030033.

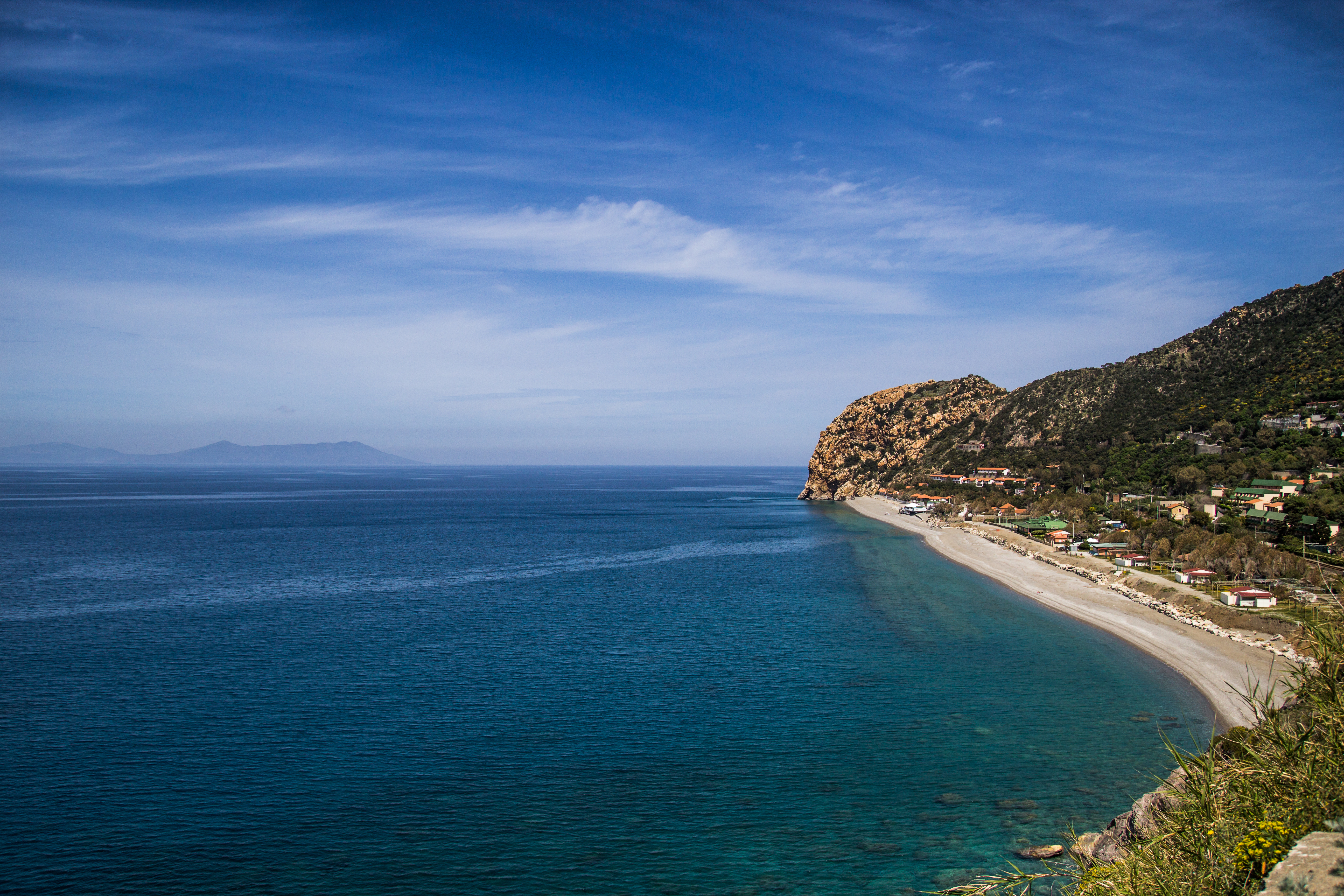
Le Capo Calavà avec sa plage à l’ouest et, à l’horizon, les îles Éoliennes.

## Géologie
Le promontoire est caractérisé par l'affleurement d'un soubassement de roches cristallines de l'âge paléozoïque. Il s’agit de pegmatites appartenant au Complesso Calabride et à l'Unità dell'Aspromonte (Lentini et al., 2000).
Cet affleurement rocheux se dresse avec une falaise verticale tombant à pic sur la mer de 137 m de hauteur, caractérisé par la présence, à la base, de deux grottes. Celles-ci ont un développement horizontal et se trouvent respectivement l'une dans la mer et l'autre facilement accessible de la plage.

## Flore
En raison de la variété des environnements, la composition floristique est très articulée. Sur la côte, on retrouve des formations de végétation côtière caractérisées par des plantes annuelles. Les parois rocheuses sont caractérisées par la présence de chasmophytes et les rebords sont colonisées par des communautés de végétation typiquement méditerranéenne.
En 2014, il a été recensé (par Pasta, Buscemi et autres) un noyau composé d'une vingtaine d’individus de palmier nain (Chamaerops humilis), plante qui jusqu'alors était considérée comme absente du nord-est de la Sicile.
Sur les versants aux pentes plus douces se trouvent des prairies d’ampelodesme (Ampelodesmos mauritanicus) qui laissent place à une végétation arbustive du maquis méditerranéen.
Au niveau des arbres, on trouve des noyaux de chênes, caractérisés par la présence, entre autres, de plantes de chêne-liège (Quercus suber) et de chêne vert (Quercus ilex) en association.

## Faune
La faune, en général, est celle liée aux milieux de maquis et aux parois rocheuses.
Il y a de nombreuses espèces d'oiseaux, dont plusieurs rapaces. Parmi ceux-ci, les plus communs sont le faucon pèlerin (Falco peregrinus), le busard (Buteo buteo) et la crécerelle (Falco tinnunculus). En période de migration, il n’est pas rare d'observer d’autres espèces de rapaces en transit.
On voit l'hirondelle de rochers (Ptyonoprogne rupestris), avec ses vols caractéristiques le long des sauts rocheux.
Les mammifères comprennent le lapin sauvage (Oryctolagus cuniculus) et le renard (Vulpes vulpes).

## Histoire
Le Capo Calavà conserve encore une partie de la voie romaine Via Consolare Pompea (voie consul Pompée), aujourd’hui sentier naturaliste qui permet aux touristes de profiter du lieu. L'importance de la via est perceptible par la présence, dans certains tronçons, du fond amélioré avec des cailloux.
Au sommet du promontoire sont encore visibles aujourd’hui les restes d’une tour de garde faisant partie du système défensif côtier du royaume de Sicile. La tour de Calavà permettait la communication entre les tours à l’ouest (Torre delle Ciavole di Gliaca, Château de Brolo et torre del monte di Capo d'Orlando) et celles à l’est (Torre Sciacca à Mongiove, Tindari et Torre di Capo Milazzo). A propos des tours, Francesco Camilliani écrivait dans les années 1500 dans sa "Description de la Sicile" :

« De la tour de Spadafora au château de Milazzo il y a neuf milles. Au Château lui-même, il y a des gardes pour répondre aux signaux de fumée et faits avec des feux ; mais les signaux viennent seulement du côté de l'Occident, c’est-à-dire du Capo d'Orlando, du Capo de Calavà et de la tour de Patti et enfin de la garde de Tindari. Du côté de l'Orient, il n’y a pas d’autre réponse, si déjà la tour, qui est sur la Colle de St. Rizzo, qui se détache de Messine pour être placée sur la crête des montagnes, qui partage, comme on a appelé la ville de Messine, et le Château de Milazzo dans le transit de milles 18 qui pour terre se comptent, dont on n’a pas eu rapport" (Publié par G. Di Marzo en 1877). »

Le cap est traversé par la route nationale 113 Sicula du Nord. La traversée du promontoire est rendue possible par un tunnel réalisé en 1853 qui a été le premier tunnel routier de la Sicile. Pour le traverser, il y avait un gardien qui percevait un péage pour le transit (Tripoli, 2017).
En 1943, la présence de ce passage fut déterminante pour l'avance des Américains, qui avaient débarqué à Brolo le 11 août 1943 lors de l'opération Brolo beach. Les Allemands en retraite minent la route à l'est du promontoire, faisant s’écrouler un tronçon de celle-ci, ce qui empêche quelque temps le passage des véhicules américains. Les troupes américaines construisirent, en peu de temps, un pont en bois permettant le rétablissement de la circulation.
Sur le versant ouest en amont du sentier, il y a une poudrière datant de la Seconde Guerre mondiale. Cette structure est actuellement très dégradée.